# 加佐斯特
加佐斯特（法語：Gazost，法語發音：[ɡazɔst]）是法国上比利牛斯省的一个市镇，属于阿热莱斯加佐斯特区。

## 地理
加佐斯特（43°1'54"N, 0°0'29"E）面积40.6 平方千米，位于法国奧克西塔尼大區上比利牛斯省，该省份为法国西南部内陆省份，北至热尔省，西接大西洋比利牛斯省，南与西班牙接壤，东临上加龙省。
与加佐斯特接壤的市镇（或旧市镇、城区）包括：乌尔东、巴涅尔德比戈尔、博桑斯、贝尔贝吕斯特-利亚斯、然卡拉斯、乌尔迪斯-科杜桑、圣帕斯图斯、维耶尔-博尔德。
加佐斯特的时区为UTC+01:00、UTC+02:00（夏令时）。

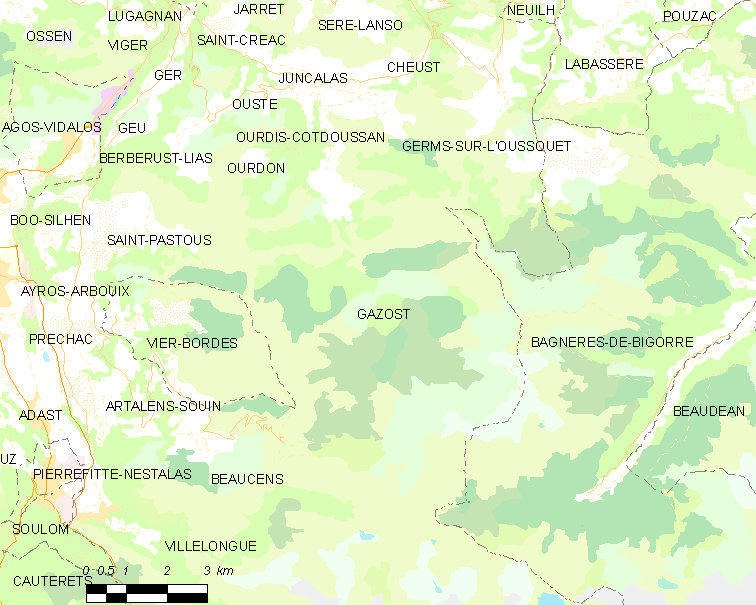
加佐斯特的OSM定位图

## 行政
加佐斯特的邮政编码为65100，INSEE市镇编码为65191。

## 政治
加佐斯特所属的省级选区为卢尔德第二县。

## 人口

1962-2008年间加佐斯特人口变化图示

加佐斯特于2022年1月1日时的人口数量为129人。